# De boerenbruiloft
De boerenbruiloft is een schilderij uit 1567 of 1568 door de Brabantse renaissanceschilder Pieter Bruegel de Oude, een van zijn vele schilderijen die het boerenleven uitbeelden. Het bevindt zich momenteel in het Kunsthistorisches Museum in Wenen.

## Voorstelling
De bruid zit voor een groen wandkleed. Naast haar zitten mensen op een bank met een hoge rug, waartegen almanakken en ander drukwerk geplakt is. Wie de bruidegom is, is niet zeker. Het zou de man in het zwart kunnen zijn, links van de grootste figuur, achteruit leunend met een kop in de hand. Er spelen muzikanten en een kind op de voorgrond likt een bord af.
Het feest heeft plaats in een schuur. Twee korenbundels en een hark herinneren ons aan het werk van de oogst en aan het harde boerenleven. De schotels worden aangedragen op een deur die uit de hengsels is gelicht. Het hoofdvoedsel is brood, pap en soep. Links onder zijn de aarden kruiken te zien waar het bier wordt uitgeschonken. De muzikanten spelen op een lokale versie van de doedelzak.
Wanneer men de rechtse man die de plank met eten draagt, duidelijk bekijkt, dan kan men zien dat hij drie benen heeft. Dit is een fout die in het schilderij is geslopen.
Veel is gespeculeerd over de in het zwart geklede man met de baard rechts op het werk. Men heeft er een zelfportret van Bruegel in gezien of een afbeelding van zijn vriend Hans Franckaert, met wie hij verkleed naar boerenfeesten trok.

## Herkomst
Het schilderij was in 1572 in het bezit van de Antwerpse muntmeester Jan Noirot. Het is niet zeker maar wel waarschijnlijk dat hij degene was die het een vijftal jaar eerder had besteld. Zijn collectie, waaronder vier doeken van Bruegel die thans verloren zijn, ging in gedwongen verkoop. Voor het paneel van de Boerenbruiloft werd de aanzienlijke vraagprijs van 80 gulden betaald. In juli 1594 werd het voor 160 gulden aangekocht door landvoogd Ernst van Oostenrijk, die van het Antwerpse stadsbestuur ook De twaalf maanden cadeau had gekregen. De transactie verliep via Ernsts secretaris Philip Prats, die getrouwd was met een nicht van Noirots echtgenote Esther van Eeckeren. Mogelijk wijst dit erop dat het stuk na de openbare verkoop in de familie was gebleven.

## In populaire cultuur
- Het schilderij speelt een belangrijke rol in het Suske en Wiske-verhaal Het Spaanse spook. In dit verhaal ontmoeten de hoofdpersonen de schilder Pieter Breughel de Oude in zijn eigen tijd. Pieter Breughel speelt vaker een rol in de verhalen van Suske en Wiske (zie De dulle griet en De Krimson-crisis).
- Hannes, Tamme en Veerle nemen in het De Geuzenalbum De wildeman van Gaasbeek ook deel aan een banket dat een parodie is op dit schilderij.
- De voorlaatste pagina van Asterix en de Belgen is eveneens een knipoogje naar dit doek.
- In het Thomas Pips-album De Knalrode Hoeve nemen Thomas Pips en zoon deel aan het feestmaal.